# Скалдіна Оксана Валентинівна
Окса́на Валенти́нівна Ска́лдіна (* 1972) — українська спортсменка. Заслужений майстер спорту СРСР з художньої гімнастики (1989), українська учасниця Олімпіади-1992. Спортсменка року УРСР-1990 з художньої гімнастики; чемпіонка світу.

## Життєпис
Народилася 1972 року в місті Запоріжжя. Від 1977-го займалася гімнастикою під керівництвом Людмили Ковалик, згодом потрапила в школу художньої гімнастики Альбіни й Ірини Дерюгіних.
1989 року у складі збірної СРСР під час чемпіонату світу в Сараєві (СФРЮ) виборола 3 золоті медалі у фіналах в окремих видах багатоборства. За першу вправу зі скакалкою судді їй поставили оцінку 9,8. Після короткої наради щодо вправи технічний комітет Міжнародної федерації гімнастики судді, оцінивши виступ Скалдіної у фіналі, змінив оцінку на 10,0. Це був перший і наразі єдиний випадок підвищення оцінки арбітрами на змаганнях рівня чемпіонату світу.
Спортивні результати:
- 1989 — фінал Кубка Європи: 1 місце — обруч; 2-ге — м'яч і стрічка
- 1989 — Чемпіонат світу з художньої гімнастики: золото — команда, скакалка, обруч, стрічка; срібло — м'яч; бронза — багатоборство
- 1990 — Ігри доброї волі: золото — багатоборство, скакалка, обруч, м'яч; срібло — стрічка
- 1990 — Гімнастичні Ігри: золото — багатоборство, скакалка, обруч, м'яч, стрічка
- 1990 — Чемпіонат Європи з художньої гімнастики 1990: золото — командний залік, скакалка, обруч, м'яч, стрічка; бронза — багатоборство
- 1991 — Фінал Кубка Європи: золото — булави; срібло — багатоборство; бронза — м'яч
- 1991 — Гімнастичні Ігри: золото — м'яч; срібло — скакалка, обруч, булави, багатоборство
- 1991 — Чемпіонат Європи з художньої гімнастики: золото — багатоборство, команда; срібло — м'яч; бронза — обруч, скакалка
- 1992 — Чемпіонат Європи з художньої гімнастики: золото — скакалка, обруч, булави
- 1992 — Олімпійські ігри: бронза — багатоборство.

Закінчила спортивні виступи 1992 року.
Була одружена з олімпійським чемпіоном з сучасного багатоборства Дмитром Сватковським. Дочка Дарина входила до складу збірної Росії з художньої гімнастики. Спортивну кар'єру завершила 2014 року.
Вихованиці: Сватковська Дарина Дмитрівна, Утяшева Ляйсан Альбертівна, Джалаганія Ксенія Миколаївна.
У 2023 році увійшла до складу тренерів на зборах в академії "Небесна грація" Аліни Кабаєвої.